# European Series
Die BetVictor European Series ist eine Snooker-Spielserie, die 2019 begründet wurde. Namengebender Sponsor ist ein Online-Glücksspielunternehmen in Gibraltar, das auch alle einzelnen Turniere sponsert, die Teil der European Series sind. 

## Entwicklung
Im ersten Jahr, der Snooker-Saison 2019/20, waren es vier Turniere, in der nächsten Saison sechs und in der Saison 2021/22 sowie der Saison 2022/23 jeweils acht. Der Spieler, der in diesen Turnieren das summiert höchste Preisgeld erzielte, erhielt vom Sponsor eine zusätzliche Prämie von 150.000 £. Dieser Betrag wird nicht in der Weltrangliste berücksichtigt. In den ersten beiden Jahren gewann Judd Trump diese Prämie, im dritten John Higgins und im vierten Robert Milkins. Auf der Rangliste der European Series zum Ende der Saison 2022/23 befanden sich 149 Spielerinnen und Spieler.

## Turniere
Als die European Series 2019 gegründet wurde, umfasste sie vier Turniere: European Masters, German Masters, Shoot Out und Gibraltar Open.
Im folgenden Jahr kamen Championship League und Welsh Open hinzu.
In der Saison 2021/22 kamen die drei anderen Turniere der Home Nations Series hinzu: Northern Ireland Open, English Open und Scottish Open. Die Championship League fiel hingegen heraus, sodass insgesamt acht Turniere in die Wertung eingingen.
In der Saison 2022/23 wurde die European Series in BetVictor Series umbenannt. Die Championship League kam wieder dazu, wohingegen die Gibraltar Open herausfiel.